# Marchewnik anyżowy
Marchewnik anyżowy, m. wonny (Myrrhis odorata) – gatunek rośliny z rodziny selerowatych. Przedstawiciel monotypowego rodzaju marchewnik Myrrhis Mill. Występuje naturalnie na obszarach górskich południowej Europy, od Pirenejów po Półwysep Bałkański. Jest rozpowszechniony w uprawie i rejestrowany jako dziczejący na różnych obszarach świata, m.in. w Chile. Także w Polsce notowany jest jako gatunek dziczejący na Dolnym Śląsku i Pomorzu.
Owoce i korzenie używane są jako aromatyczna przyprawa. Wykorzystywany jest także jako roślina pastewna i roślina lecznicza. Gatunek popularny był zwłaszcza w przeszłości. Wykładano go m.in. na podłogach w izbach mieszkalnych oraz w kościołach, co popularne było zwłaszcza w średniowiecznej Anglii. Liście wykorzystywane były także do polerowania drewna dębowego.

## Morfologia

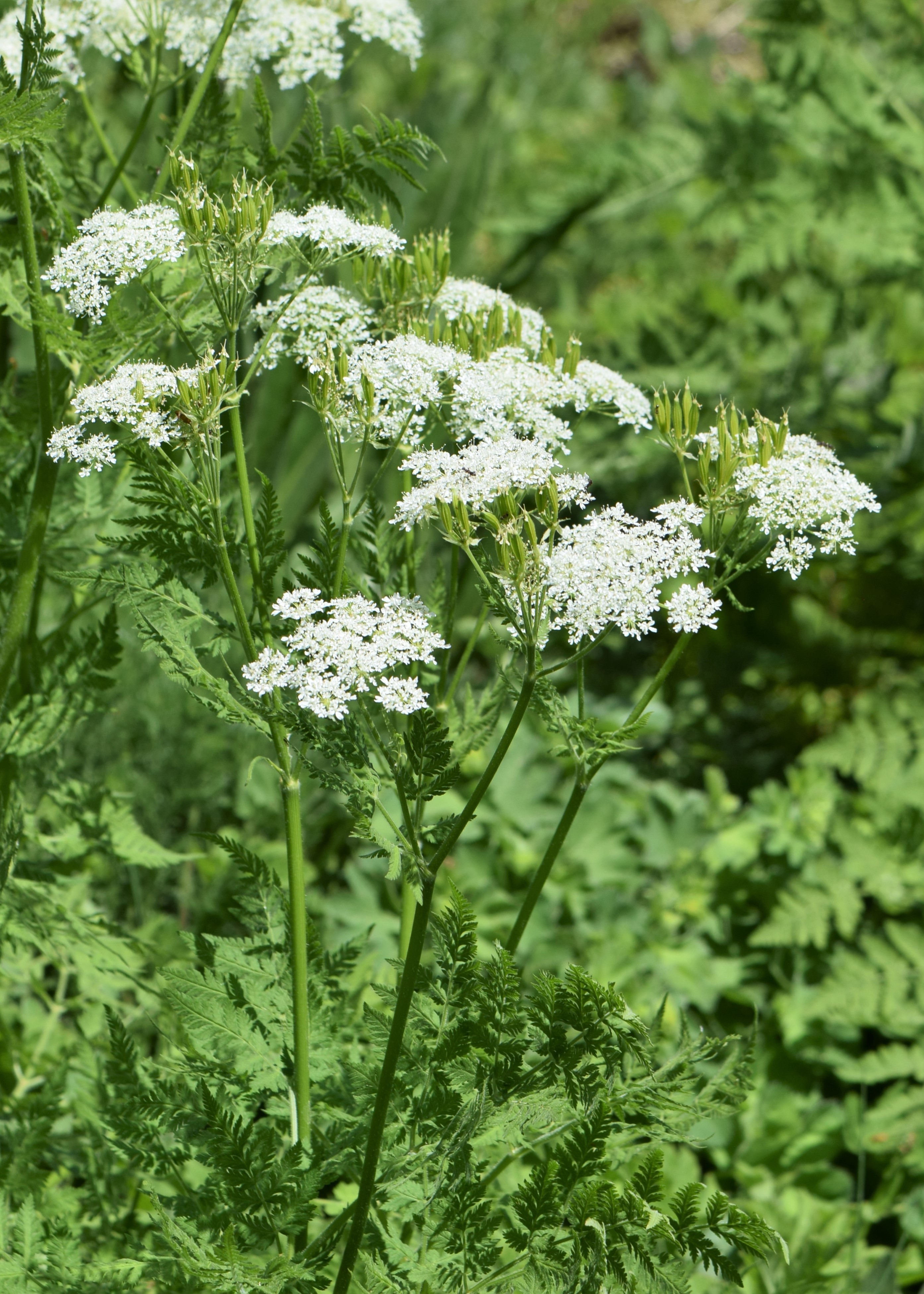
Pokrój

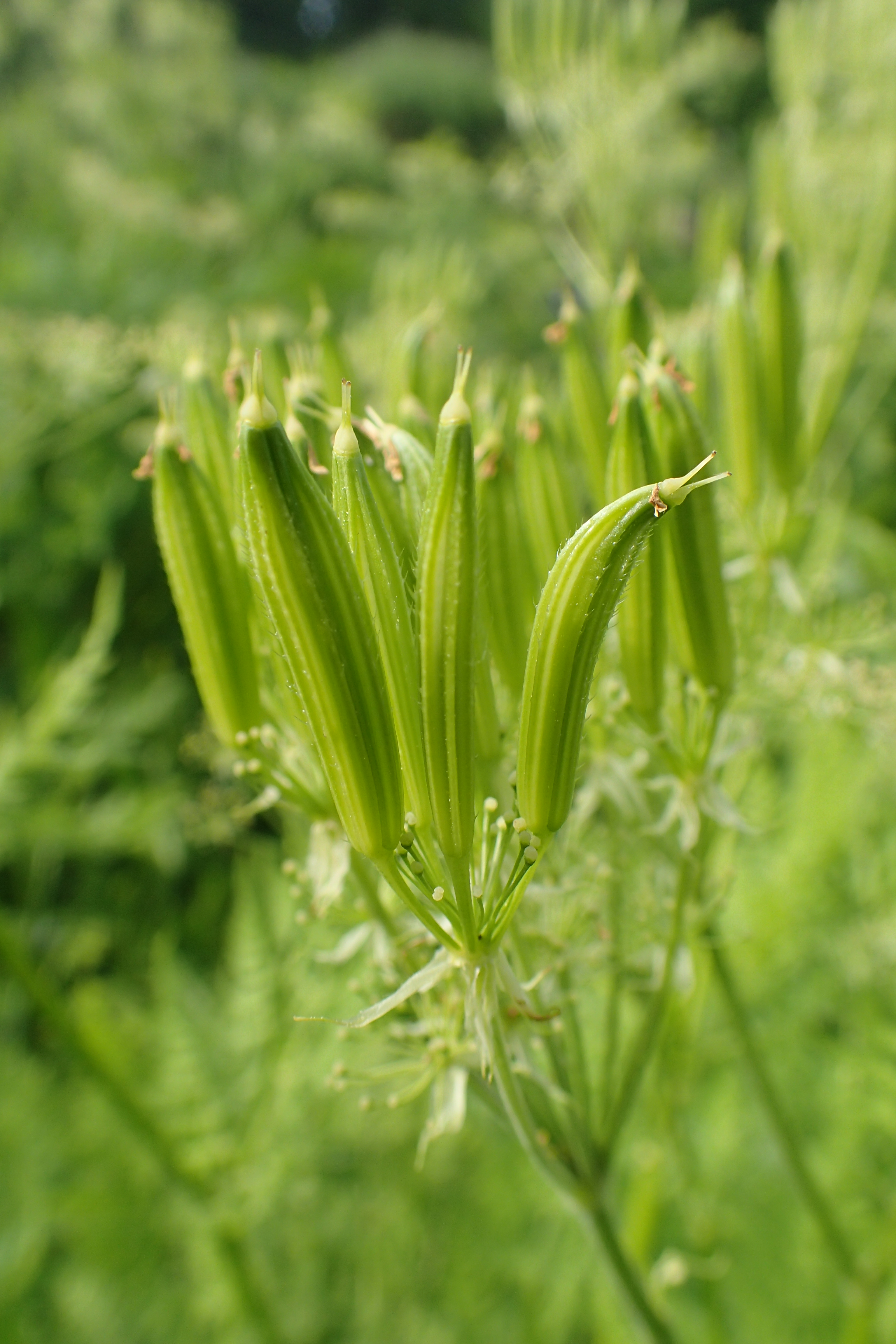
Owoce

PokrójRoślina dwuletnia lub bylina wysokości 40-120 cm, czasem nawet osiągająca do 2 m. Roślina kłączowa, z kłączem grubym i rozgałęzionym. Łodygi puste wewnątrz, w górze rozgałęziające się, nagie lub owłosione w węzłach i na pochwach. Cała roślina pachnie anyżem.
LiścieW ogólnym zarysie trójkątne, dwu- do czterokrotnie pierzaste. Dolne liście ogonkowe, wyższe siedzące, z pochwami nieco rozdętymi. Odcinki liści ostatniego rzędu jajowato lancetowate, pierzasto wcinane na dole, poza tym na całym brzegu karbowano piłkowane. Blaszka jest owłosiona od spodu.
KwiatyZebrane w baldachy złożone, składające się z 5–18 baldachów prostych. Pokryw brak lub są one nieliczne (1–2), podczas gdy pokrywki składają się z wielu (5–7) listków. Kwiaty obupłciowe znajdują się tylko w środkowej części baldachów szczytowych, podczas gdy na ich brzegach i w baldachach bocznych występują tylko kwiaty męskie. Kielich drobny, ze słabo widocznymi ząbkami działek. Płatki korony białe, odwrotnie jajowate, wycięte na końcach, w kwiatach brzeżnych płatki są większe od tych znajdujących się wewnątrz baldachów. Pręciki w liczbie 5. Zalążnia dolna, dwukomorowa, w każdej z komór z pojedynczym zalążkiem. Słupki dwa o szyjkach 1,5 raza dłuższych od stożkowatego krążka miodnikowego.
OwoceRozłupnia rozpadająca się na dwie rozłupki. Te na przekroju gwiazdkowate z powodu pięciu, wydatnych, trójkanciastych żeber, które na brzegach bywają owłosione. Owoce poza tym nagie, o kształcie równowąsko podługowatym.

## Systematyka
Jedyny gatunek w obrębie rodzaju marchewnik Myrrhis P. Miller, Gard. Dict. Abr. ed. 4. 28 Jan 1754 (syn. Chaerophyllastrum Heister ex Fabricius).
W obrębie rodziny selerowatych (baldaszkowatych) Apiaceae rodzaj klasyfikowany jest do podrodziny Apioideae, plemienia Scandiceae i podplemienia Scandicinae.